# 善后大借款
善後大借款是1913年中華民國臨時大總統袁世凯的北洋政府向英、法、德、俄、日五國銀行團的一次大借款，款項高達二千五百萬鎊，年息五厘，分47年偿清，以解決政府的國庫空虛問題。善后大借款當時未經參議院同意以鹽稅、海關稅抵押，並將鹽務交給外人交辦，引發爭議，认为是喪權辱國之行为。

## 历史

### 善后大借款的历史背景
清政府灭亡前后，中央政府财政收入能力大为削弱。以关税为例，清朝末年，清政府的关税逐渐被外国人管理的中国海关总税务司把持。关税在偿付赔款或外债后，留下“關餘”以补贴财政。清政府灭亡后，关税大幅度下降，也不再有足够的关余支付给政府。革命党人曾争取收回关税权也受到挫折。最严重的时候，南京政府曾有“金库仅存十洋”的情况出现。
武昌起义之后，孙中山在回国前，就曾经找过美、英、日等列强商洽借款事宜。但列强認為，當時革命黨尚未建立一個列強承認的正規政府而加以婉拒。1911年12月孙中山抵达上海对记者表示借款失败，称：「革命不在金錢，而在熱心。吾此次返國，未帶金錢，所帶者革命精神而已。」

### 善后大借款的经过
善后大借款谈判始自1912年2月，在清帝退位後，袁世凱就任第二任臨時大總統，袁世凱派唐紹儀開始與英国的汇丰银行、法国的法兰西银行、德国的德华银行及俄国俄亚银行（原华俄道胜银行）組成的四國銀行團接洽。唐紹儀提出緊急墊款七百萬兩的要求。2月28日，銀行團撥款二百萬。3月2日，袁世凱命代理財政總長周自齊出面要求銀行團墊款一百零一萬五千兩，銀行團提出「倘若中國自他處借款之條件不能優於四國銀行團所提之條件，則中國之善後大借款亦應由四國銀行團優先供給」。袁世凱接受，中國失去借款對象的選擇權。3月3日，唐绍仪曾試圖向俄國支持比利時財團借貸借得一百万英镑，在四國銀行團抗議下取消。5月2日，銀行團正式提出監督中國財政為借款必要條件，包括：「1.監督一切用款；2.監督遣散軍隊。」唐紹儀因有損主權，加以拒絕，談判破裂，改由財長熊希齡負責談判，唐紹儀因此下台。6月14日，熊希齡提出一千九百萬兩墊款要求，六國銀行團成立於18日僅支付三百萬兩並提出銀行團的七項辦法：

1. 指定墊款用途；
2. 擔保之稅收應由海關或類似之機關管理之；
3. 借款之用途應由六國銀行團監視；
4. 墊款應認為大借款之一部分，故六國銀行團對於大借款有優先權；
5. 明定大借款之一般原則，其原則在大體上應如上述；
6. 在大借款未發行前，中國政府不得向他處商借外債；
7. 上述一切，應為「必須」，中國政府且應承認六國銀行團為中國政府之財政代理人，以五年為期。——Draft telegram of Inter-bank London Conference of May 15, 1912, as amended and adopted June 20, 1912

6月24日追加鹽稅由外人管理之要求，熊希齡以其要求妨礙中國主權，加以拒絕，談判中斷，其不久辭職
中國政府於7月1日向各國建議，將大借款總額減至一千萬鎊，請各國放寬借款條件，但遭拒絕。1912年8月，孙中山应袁世凯之邀抵京共商国是。在京期间，孙袁两人切磋借债问题，孙中山称：“目下财政极端困难，势不能不借外债，以济眉急，唯不可借多，致启政府侈肆之心。”:98-1068月30日，中國駐英公使劉玉麟與英國培克克利士卜財團簽訂培克克利士卜借款案，但受英國政府反對，且在倫敦發行公債，受六國銀行團抵制，中國不得不取消發行。
1913年2月，善後大借款談判，因六國政府與中國，因洋員雇用問題引發爭執。美国在總統威爾遜上任後，一改前任塔虎脫的美元外交政策，認為大借款條件侵犯中國主權，違反門戶開放原則，在3月20日退出银行团，並奖励个别对中国的投资。不過當時不少在華美國人認為如果美國參與借款，可以防止中國主權被侵犯。在此中國又爆發宋教仁案，使得中國陷入政治風暴中。4月，袁世凱私下向朱爾典表示接受銀行團有關洋員聘任計畫，財政總長周學熙亦通知銀行團駐京代表，利率降為百分之五，可不經國會同意，簽訂借款合同。五國銀行團擔心美國單獨對中國貸款，故通融之。26日夜至27日凌晨，赵秉钧、陆征祥、周学熙等在北京东交民巷汇丰银行大楼签署《中国政府善后借款合同》，借款总额2500万英镑，换算各国货币是：德国51125万马克，法国63125万法郎，俄国23675万卢布，日本24490万日元，发行价格九扣，利息五息，实收八四扣。实际借到不过2100万英镑，再扣除償還已到期各種款項共約570万镑、賠償各國因中國革命損失200萬鎊、贖回各省政府所欠五國舊債287万镑、各省軍隊解散費300萬鎊等，實得不过债面40％。借款以鹽稅、關稅等擔保，期限47年。事件在社會上引起巨大震動。
在進入國會審議，條款章程，立刻遭到强烈反对，國民黨人反对尤烈。善后借款的条件過於苛刻，合同規定以盐税、海关税等作抵押，盐税徵收由外国人协管，银行团在原本垫款七条之外，又提出非經五大銀行團同意，不允许地方各省自行借款等特別規定。以致遭各界人士的极力反对。参议院正副议长张继、王正廷求见袁世凯，袁拒不接见。國民黨人等認為袁意在擴張北洋軍隊，而借款未經現任國會批准簽署屬非法，但袁世凯称借款事宜曾于1912年底由临时参议院通过，因此拒绝交由国会表决。5月2日，财政总长周学熙发一长电，反复伸论借款合法。5月3日，众议院会议上指出，根据1912年12月20日临时参议院议事录，大借款案并非大总统所提议的法案，仅为财政总长周学熙的报告，在法律上是无效的。国民党江西都督李烈鈞、广东都督胡漢民、安徽都督柏文蔚曾各自通电反对贷款，5月5日，三人又与湖南都督谭延闿联名请求取消簽字合同。
黎元洪居中斡旋，希望化解北京及國民黨之爭。6月，北京免除江西都督李烈鈞、廣東都督胡漢民、安徽都督柏文蔚三人的都督職務。之後袁世凱以江西湖口“匪党谋乱”为藉口，派北洋軍第六師李純部進入江西，二十四团团长张敬尧於5日进至九江附近沙河镇，与赣军林虎旅交火。孙中山见战火迫在眉睫，发动二次革命。7月8日，李烈钧奉孙中山之命潜抵湖口，发布讨袁檄文，痛斥“袁世凯乘时窃柄，帝制自为，灭绝人道，暗杀元勋，弁髦约法，擅借巨款……近复盛暑兴师，蹂躏赣省，以兵威劫天下”。7月18日，陈炯明在广东宣布讨袁。二次革命後，善後大借款終於強行通過。

## 後續
1914-1918年間，日本銀行以工業貸款的名義給予中國政府數次行政貸款，以天然資源作為擔保品，而不管資金的用途。

## 評價
中國政府本来就已濒临财政破产的边缘，一时又无法打开国内财源，所以只好向外国告贷。当时由孙中山主导的南京临时政府仍在执行职务，其中就包括外国谋求借款。
但袁世凱北京政府的善後大借款會引發爭議，主要是中國鹽政權落入外國人之手；至於具第一與二款，借款數額雖然是2,500萬英鎊。可是債券九折出售，八四實收，實際借到不過2,100万英鎊。再扣除四國、六國、比國以前的各項墊款，以及五國銀行團、各銀行所借的款，共600万鎊，各省向五國銀行團所借的280万鎊，及革命期間各國損失賠款200万鎊，真正拿到手的借款，不過債面40％，而借款47年的利息合共是4,285万鎊，本利合共是6,785万余鎊。而第三到第八款中，第四款以鹽稅與關稅抵押，且善後大借款有優先償還權；第五款北京設立鹽務署，由財政總長管轄。鹽務署內設立稽核總所。中國總辦一員和洋會辦一員，兩員負責鹽務收入責任，華洋總經理與稽核會所負責招聘華洋人員，以華洋總會辦會同定奪，由財政總長核准。而各產鹽地方鹽斤納稅後，須有該處華洋經協理會同簽字，方准許鹽通行，使得中國「為外人稽核鹽務」與「為外人審計用途」，第六款要求直隸、山東、河南、江蘇四省提出款項，作為善後大借款償債擔保，滿一年鹽稅足以償還借款後，次年上半年利息，擔保方能暫時取消；若鹽稅三年足以預備償還，則四省中央稅擔保方取消，使得允許外國人干預中國財稅自主。
據朱爾典向英國政府報告中指出，袁世凱欲用善後大借款，加以鎮壓國民黨的軍事力量。在二次革命後，據美國駐華代表衛理的報告指出「除尚末交给（中國）政府，准备用于盐政和行政改革的440万英镑外，大概都已消耗殆尽」，且「（中國）政府還虧空200萬美元。」

## 償還
這項借款後來由國民政府償還至1939年，才因對日抗戰，無力償債而終止還債。2002年，美國一個名為「美國外國債券持有人保護理事會」（Foreign Bondholders Protective Council）的組織，向中華人民共和國政府要求償還債務，但遭到拒絕，之後有債券持有人向美國聯邦法院提出訴訟，2007年3月，美國美國紐約南區聯邦地區法院判決撤銷案件，中華人民共和國政府不必償還債務。

### 引用
1. ↑  返國前與法國東方匯理銀行總裁西蒙的談話，國父全集，第二冊，pp.423，1989年
2. ↑  革命成敗不在金錢而在熱心，國父全集，第二冊，pp.426，1989年
3. 1 2  劉常山.  (PDF). 逢甲人文社會學報: 130.   [2014-11-17]. （原始内容 (PDF)存档于2016-03-07）.
4. 1 2 3  黃德福.  (PDF). 弘光人文社會學報: 271–273. （原始内容 (PDF)存档于2020-09-10）.
5. ↑  . Foreign Relation of the United States. London: Office of the Historian. 1912-06-20.
6. ↑  .  第1版. 北京出版社. 1984.
7. ↑  . Study Notes, LLC.   [2015-08-16]. （原始内容存档于2020-11-27）.
8. ↑  . Millard Publishing Company. 1918: 110.
9. ↑  【善後大借款系列報導之二】威爾遜總統反對對華借款 一九一三年三月十九日 （页面存档备份，存于），共和十年（上）: 《紐約時報》民初觀察記 (1911-1921)
10. ↑  陶菊隱：《北洋軍閥統治時期史話（第一冊）》，北京：三聯書店，1957年
11. ↑  現代教育研究社編輯委員會 (编). . 香港: 現代教育研究社. 1993.
12. ↑  . 時事新報 (上海). 1913-05-01.
13. ↑  《海关册》记载1913年天津海口输入的军火，共值银四百九十余万两，较1912年增加百分之八十。
14. ↑  钟动. . 辛亥革命网. 中国社会科学网.   [2023-12-16]. （原始内容存档于2023-12-16）.
15. ↑  . 神州日報 (上海). 1913-05-02.
16. ↑  冯双.  2010. 中山大学出版社. : 58. ISBN 9787306035134.
17. ↑  . 盛京時報 (奉天). 1913-05-13.
18. ↑  . U.S. Government Printing Office. 1922年: 569.
19. ↑  .   [2014-11-17]. （原始内容存档于2020-08-07）.
20. ↑  第02节 善后大借款和国际银行团的递变 （页面存档备份，存于）丁名楠等著：帝国主义侵华史，第三编　帝国主义激烈争夺下中国半殖民地深化时期
（1895—1919），第五章　帝国主义对中国革命的干预。俄、英支持下的外蒙、西藏的分裂活动（1911—1914）
21. ↑  劉常山：善後大借款對中國鹽務的影響（1913－1917） （页面存档备份，存于），pp.131--133，逢甲人文社會學報第5期
22. ↑  夏良才：國際銀行和辛亥革命 （页面存档备份，存于），近代史研究第1期，pp.209--211，1982年
23. ↑  .   [2014年8月3日]. （原始内容存档于2015年9月24日）.
24. ↑   (PDF).   [2014-08-03]. （原始内容存档 (PDF)于2017-04-16）.

### 书籍
- 《熊希龄先生遗稿》
- 马陵合：《垫款问题与民国初年政治的动荡》
- 丁中江：《北洋軍閥史話》

- 丁名楠：《帝國主義侵華史》